# أستريد ليندر
أستريد ليندر هي مهندسة سويدية وباحثة في مجال السلامة الطرقية. حصلت ليندر على جائزة أبطال الاتحاد الأوروبي في مسابقة أبحاث النقل وجائزة الحكومة الأمريكية للتميز في هندسة السلامة لمساهمتها في هذا المجال.[بحاجة لمصدر] تم إدراج ليندر في قائمة بي بي سي لأكثر 100 امرأة في نوفمبر 2023.

## الحياة المهنية
حصلت ليندر على درجة الدكتوراه في الهندسة الميكانيكية في مجال السلامة الطرقية عام 2002. عملت على سلامة الرجال والنساء أثناء حوادث السير، لكن عملها الرائد يركز على سلامة النساء اللاتي يتعرضن لخطر أكبر مقارنة بالسائقين الرجال بمقدار الضعف. تؤيد ليندر التساوي في تقييم السلامة الطرقية للرجال والنساء حيث أن دمية تجارب التصادم التي تستخدمها الصناعة غالبًا ما تستند إلى شكل الذكر ولا تأخذ في الاعتبار توزيع الوزن والاستجابات الديناميكية للإناث. قامت ليندر بالتعاون مع زملائها بتطوير مجسم لاختبار التصادم الافتراضي للإناث EvaRID - وهو نموذج لتقييم سلامة النساء في المركبات. للمجسم القدرة على أن تكون أداة مفيدة في تقييم سلامة السائقات في السيارات.
تشمل خبرتها الميكانيكا الحيوية، وحركيات الركاب، والوقاية من إصابات حوادث المركبات، والمحاكاة الرياضية، والاختبارات الديناميكية. تشغل حاليًا منصب أستاذة السلامة الطرقية في المعهد الوطني السويدي لأبحاث الطرق والنقل وأستاذة مساعدة في جامعة شالمر للتكنولوجيا.